# Edmundo Tudor (1499-1500)
Edmundo Tudor (Palacio de Greenwich, Londres; 21 de febrero de 1499-Palacio de Hatfield, 19 de junio de 1500) fue el sexto hijo del rey Enrique VII de Inglaterra y de Isabel de York.

## Biografía
Nació en el palacio de Greenwich el 21 de febrero de 1499. Fue bautizado tres días más tarde en la Church of the Observant Friars de Greenwich, en una ceremonia oficiada por Richard Foxe, obispo de Winchester, y le dieron el nombre de Edmundo por su abuelo, Edmundo Tudor, conde de Richmond. Su madrina fue Margarita Beaufort. Nominado como duque de Somerset desde su nacimiento, no hay pruebas de que el título fuera creado oficialmente antes de su muerte, en cuyo caso habría sido devuelto a la corona. Estuvo presente con sus hermanos mayores cuando Erasmo de Róterdam y Tomás Moro visitaron la guardería real en el palacio de Eltham en el verano de 1499, cuando Edmundo tenía solo meses de edad.
Murió el 19 de junio de 1500 en el palacio de Hatfield, por causas desconocidas, aunque en ese momento se estaba desarrollando una epidemia de peste en Londres. Su cuerpo fue procesionado por Fleet Street y enterrado en la abadía de Westminster el día 22. La ceremonia costó 242 libras, 11 chelines y 9 peniques. El principal doliente del príncipe fue Edward Stafford, 3.er duque de Buckingham. Su tumba se sitúa cerca de la de sus hermanas Isabel Tudor (f. 1495) y Catalina Tudor (f. 1503), en la capilla de san Eduardo el Confesor.